# Le Mahury Fleuve
Le Mahury Fleuve är ett vattendrag i Franska Guyana (Frankrike). Det ligger i den nordöstra delen av landet, 12 km sydost om huvudstaden Cayenne.